# 沃齐米日·杰林斯基
沃齐米日·杰林斯基（波蘭語：Włodzimierz Zieliński，1955年3月29日—），波兰男子手球运动员。他曾代表波兰国家队参加1976年夏季奥林匹克运动会手球比赛，获得一枚铜牌。